# Papyridea
Papyridea é um gênero de moluscos bivalves marinhos da família Cardiidae.

## Espécies
As espécies reconhecidas do gênero Papyridea, de acordo com as seguintes bases de dados: Sistema Integrado de Informações Taxonômicas (Integrated Taxonomic Information System - ITIS), Base da Vida Marinha (Sea Life Base - SLB), Registro Mundial de Espécies Marinhas (World Register of Marine Species - WoRMS) e ZipcodeZoo - ZcZ:
- P. aspersa (Sowerby, 1833) - WoRMS e ZcZ
- P. australe (Sowerby) Barash, 1973 - WoRMS
- P. bullata californica Verrill,1870 - Jan Johan ter Poorten (WoRMS)
- P. crockeri (Strong & Hertlein, 1937) - WoRMS ZcZ
- P. hiulca (Reeve, 1845) - WoRMS
- P. lata (Born, 1778) - SLB, WoRMS e ZcZ
- P. papyracea (Gmelin, 1791) [Barash and Danin, 1973; Lindner, 1988] - WoRMS e ZcZ [nota 2]
- P. semisulcata (Gray, 1825) - ITIS, SLB, WoRMS e ZcZ
- P. soleniformis (Bruguière, 1789) - ITIS, SLB, WoRMS e ZcZ
- P. spinosum var. turtoni  Dall,1900 - ZcZ

## Fósseis
O registro fóssil de bivalves do gênero Papyridea apresenta as seguintes espécies:
- P. capsoides (Bayan, 1873) - Fóssil do Eoceno, Europa ocidental.
- P. harrimani Dall, 1904 - Fóssil marcador do Eoceno superior e Oligoceno inferior na região do Pacífico Norte[2]
- P. nipponica Yokoyama, 1924 - Fóssil do Pleistoceno.[3]
- P. (Profulvia) securiforme Kafanov et al., 2005 - Fóssil do Bartoniano-Priaboniano (Eoceno), Rússia.[4]

## Distribuição
De acordo com a entidade "Conquiliologistas do Brasil", as seguintes espécies são encontradas em águas brasileiras:
- P. lata. Ocorrência: São Paulo. Comum.
- P. semisulcata Ocorre nos seguintes estados: Ceará, Espírito Santo e Rio de Janeiro. Rara.
- P. soleniformis Encontrada comumente no Ceará e no Piauí.